# Jimmy Butler
Jimmy Butler III (Houston, Texas, 14 de septiembre de 1989) es un jugador de baloncesto estadounidense que pertenece a la plantilla de los Golden State Warriors de la NBA. Con 2,01 metros de estatura, puede jugar tanto en la posición de escolta como en la de alero.

## Trayectoria deportiva

### Instituto
Asistió al instituto Tomball High School en Tomball, donde promedió 10 puntos por encuentro en su año júnior. Cómo sénior y capitán del equipo en la 2006–07, promedió 19,9 puntos y 8,7 rebotes siendo el mejor jugador de su equipo.

### Universidad
Tras pasar un año (2007-08) en el Junior College de Tyler (Texas), jugó durante tres temporadas con los Golden Eagles de la Universidad Marquette, donde se graduó en Comunicaciones, y en las que promedió 12 puntos, 5,5 rebotes y 1,7 asistencias por partido. Consiguió su máxima anotación en el primer partido de su segunda temporada en Marquette, su primera titularidad, ante Centenary, anotando 27 puntos a los que añadió 13 rebotes.

#### Estadísticas
| Año     | Equipo    | PJ  | PT | MPP  | %TC  | %3P  | %TL  | RPP | APP | ROB | TPP | PPP  |
| ------- | --------- | --- | -- | ---- | ---- | ---- | ---- | --- | --- | --- | --- | ---- |
| 2008–09 | Marquette | 35  | 0  | 19.6 | .514 | .000 | .768 | 3.9 | .7  | .5  | .5  | 5.6  |
| 2009–10 | Marquette | 34  | 34 | 34.3 | .530 | .500 | .766 | 6.4 | 2.0 | 1.3 | .6  | 14.7 |
| 2010–11 | Marquette | 37  | 35 | 34.6 | .490 | .345 | .783 | 6.1 | 2.3 | 1.4 | .4  | 15.7 |
| Total   | Total     | 106 | 69 | 29.6 | .508 | .383 | .773 | 5.5 | 1.7 | 1.1 | .5  | 12.0 |

### Profesional
Fue elegido en la trigésima posición del Draft de la NBA de 2011 por Chicago Bulls.

#### Chicago Bulls (2011–2017)
2014-15

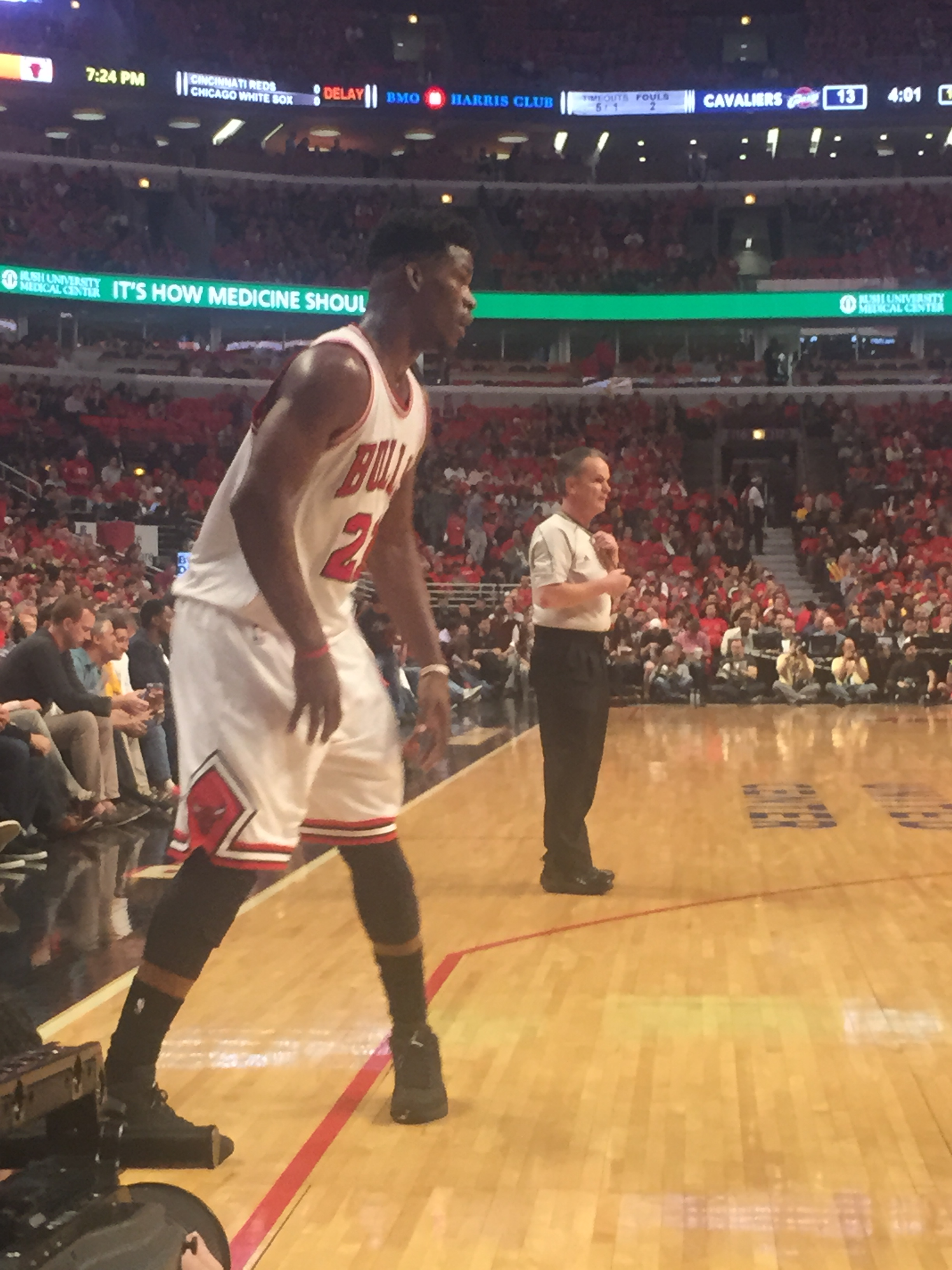
Butler, con los Bulls en 2015.

En la temporada 2014-15, el 3 de diciembre de 2014, fue nombrado Jugador del Mes de la Conferencia Este por los partidos disputados en octubre/noviembre. El 29 de enero de 2015, Butler fue elegido para el All-Star Game de Nueva York como jugador reserva.
Tras su gran temporada con los Bulls, Butler fue elegido el 7 de mayo Jugador Más Mejorado de la temporada, convirtiéndose en el primer jugador de los Bulls en ganar este premio.
2015-16
El 9 de julio de 2015, Butler fue renovado por los Bulls con un contrato de 5 años por $95 millones, con una opción del jugador en el quinto año.
En la temporada 2015-16, el 3 de enero de 2016, Butler batió el récord de Michael Jordan de puntos en una mitad, con 40 de los 42 puntos que anotó en la victoria de los Bulls frente a los Toronto Raptors por 115-113. El 14 de enero, Butler consiguió su máximo personal de anotación con 53 puntos frente a los Philadelphia 76ers.
[actualizar]

#### Minnesota Timberwolves (2017–2018)

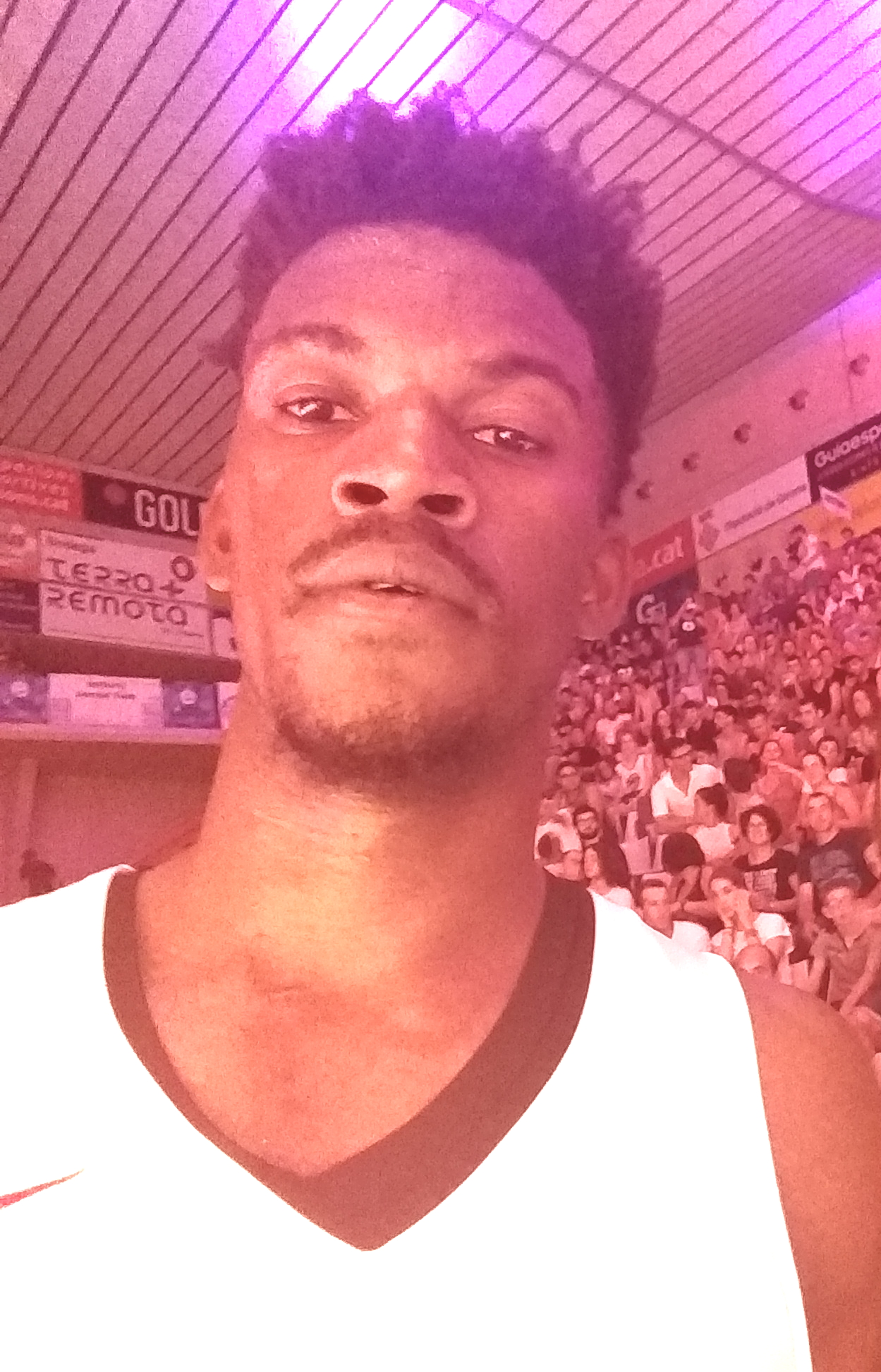
Jimmy Butler en julio de 2018.

El 23 de junio de 2017, durante la celebración del Draft de 2017, Jimmy Butler es traspasado a Minnesota Timberwolves, a cambio de y LaVine, Dunn y el finlandés Lauri Markkanen (elegido número 7 por Minnesota). El 27 de diciembre consiguió su mejor anotación de la temporada con 39 puntos ante Denver Nuggets.
Butler no aceptó un contrato de renovación por parte de Timberwolves y por lo tanto quedaría libre en la agencia libre de 2019.

#### Philadelphia 76ers (2018–2019)

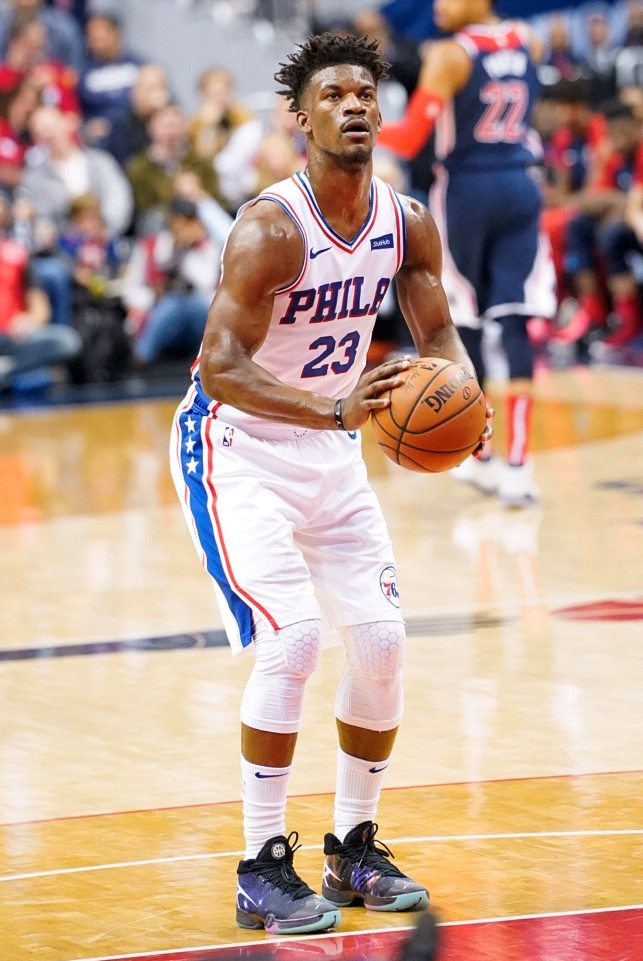
Butler con los 76ers en 2019.

El 10 de noviembre de 2018 fue traspasado a Philadelphia 76ers junto con Justin Patton a cambio de Robert Covington, Dario Šarić, Jerryd Bayless y una segunda ronda del draft de 2022.
Sus mejores encuentros esa temporada fueron el 5 y el 7 de diciembre, ante Toronto Raptors y Detroit Pistons respectivamente, en los que anotó 38 puntos.

#### Miami Heat (2019–2025)
2019-20

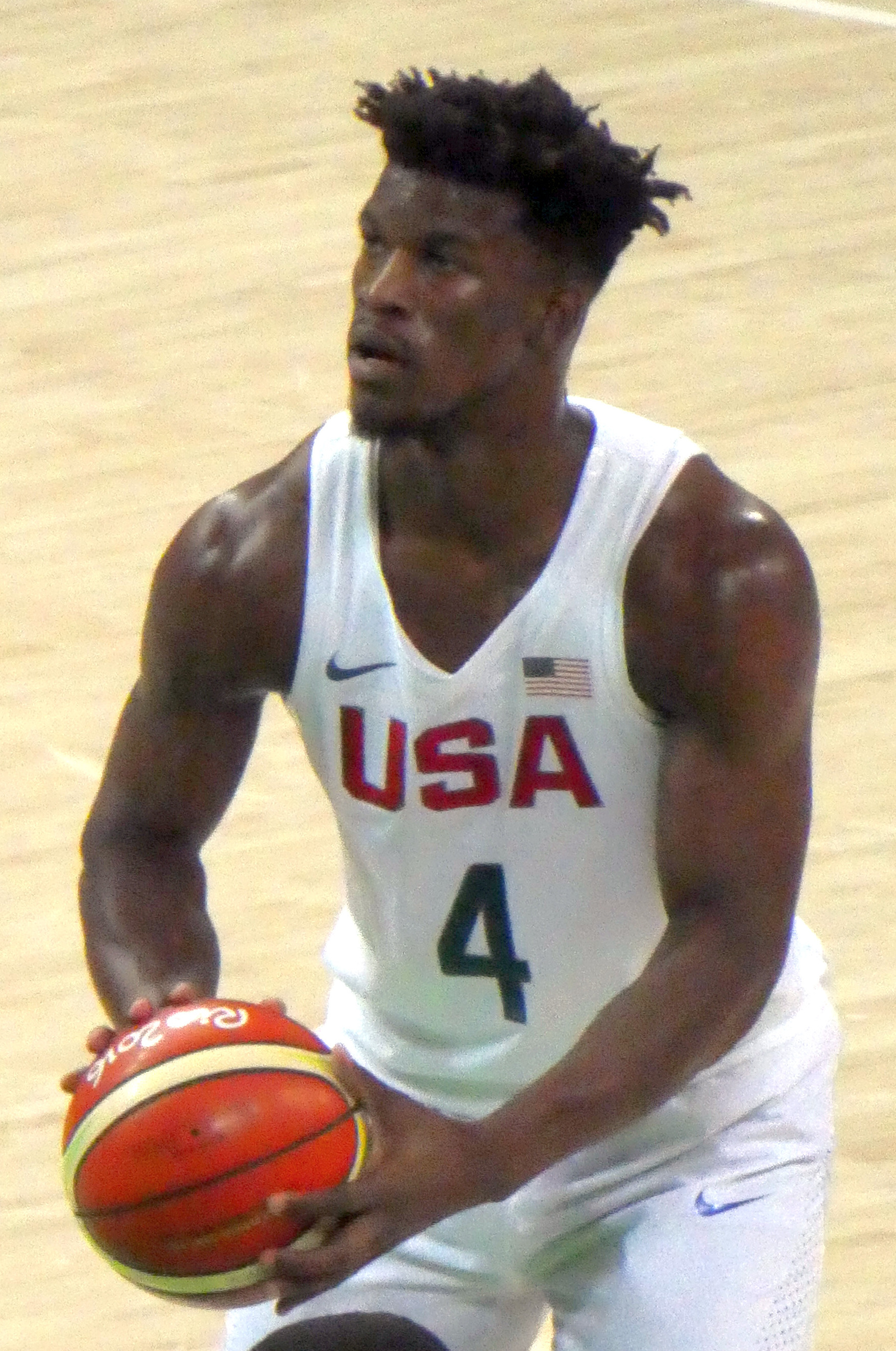
Butler con Team USA en 2016.

El 30 de junio de 2019, es traspasado a Miami Heat en un "sign-and-trade" a cambio de Josh Richardson, firmando un contrato de $142 millones en 4 años. El 9 de diciembre de 2019 fue elegido jugador de la semana de la Conferencia Este. Un día más tarde capturó 18 rebotes (récord de su carrera) en la victoria ante Atlanta Hawks (135–121). En enero de 2020, fue elegido para jugar el NBA All-Star Game, por quinta vez en su carrera. Con unos playoffs notables a nivel personal, los Heat derrotan a Boston Celtics en las finales de Conferencia (4-2), accediendo por primera vez en su carrera a unas Finales de la NBA. En el tercer encuentro de las Finales de la NBA ante Los Angeles Lakers, registró el primer triple doble de su carrera en playoffs con 40 puntos, 13 asistencias y 11 rebotes, uniéndose a LeBron James y Jerry West como los únicos el lograr un triple-doble de más de 40 puntos en unos Playoffs de la NBA.
2020-21
Durante el inicio de la temporada dio positivo en COVID-19, no jugando varios partidos y perdiendo hasta 6 kilos durante la recuperación. Después de estar 3 semanas sin competir, regresó anotando 30 puntos en una victoria sobre los Sacramento Kings. El 12 de febrero de 2021 consiguió el primer triple-doble de la temporada, anotando 27 puntos, capturando 10 rebotes y repartiendo 10 asistencias frente a los Houston Rockets. El 18 de febrero se convirtió en el primer jugador de la historia de los Heat en lograr un triple en dos partidos consecutivos, al lograrlo frente a los Clippers y los Warriors, algo que reforzaría al lograr de nuevo otro triple en el partido siguiente frente a los Kings, encadenando 3 partidos consecutivos con triple-doble.
2021-22
Antes del inicio de la temporada, el 2 de agosto de 2021, se hace oficial su extensión de contrato con los Heat, por $184 millones y 4 años. Tras ganar 5 de los 6 primeros partidos con los Heat, y acumular buenos partidos individuales, fue elegido mejor jugador de la semana en la Conferencia Este, por sexta vez en su carrera NBA. El 3 de febrero, se anunció su presencia como reserva en el All-Star Game de la NBA 2022, siendo la sexta participación de su carrera. Ya en postemporada, el 19 de abril en el segundo encuentro de primera ronda ante Atlanta Hawks, anota 45 puntos, además de 5 rebotes, 5 asistencias y 0 pérdidas de balón. El 17 de mayo, en el primer encuentro de finales de conferencia ante Boston Celtics anota 41 puntos, y el 27 de mayo, en el sexto encuentro, anota 47.
2022-23
Disputó 64 encuentros de temporada regular, con el segundo mejor promedio de anotación de su carrera (22,9 puntos por partido). Alcanzó los 38 puntos ante Orlando Magic el 11 de marzo de 2023. Ya en postemporada, el 24 abril en el cuarto encuentro de primera ronda ante Milwaukee Bucks, anota 56 puntos, siendo la cuarta mejor anotación de la historia de playoffs, y la más alta de la franquicia en postemporada. Dos días después, el 26 de abril, anota 42 puntos para cerrar la eliminatoria siendo la sexta vez que un octavo clasificado elimina al mejor equipo de su conferencia. Al término de las finales de conferencia ante Boston Celtics fue elegido MVP de las Finales de Conferencia.
2023-24
Durante su quinta temporada en Miami, el 16 de diciembre de 2023, anota la canasta ganadora sobre la bocina ante su exequipo, los Chicago Bulls.
2024-25
En su sexto año con los Heat, el 24 de noviembre de 2024, anotó 33 puntos junto con nueve rebotes y seis asistencias en una victoria en la prórroga por 123-118 sobre los Dallas Mavericks. El 16 de diciembre sumó 35 puntos, 19 rebotes y 10 asistencias en una derrota por 125-124 ante los Detroit Pistons, convirtiéndose en el tercer jugador en la historia de la NBA en terminar con al menos 35 puntos, 19 rebotes, 10 asistencias y cuatro robos en un partido, uniéndose a DeMarcus Cousins en 2018 y a George McGinnis en 1976. El 3 de enero de 2025, los Heat suspendieron a Butler por siete partidos, citando múltiples instancias de conducta perjudicial para el equipo a lo largo de la temporada. La suspensión se produjo después de informes sobre el creciente descontento de Butler y su declaración del día anterior de que ya no creía que pudiera ser feliz jugando en Miami. En un comunicado oficial, los Heat confirmaron que el jugador y su representante habían solicitado un traspaso y anunciaron su intención de considerar ofertas. El equipo alegó también que Butler faltó a los entrenamientos e insistió en tomar vuelos separados del resto del equipo. El 27 de enero fue suspendido indefinidamente por los Heat, al menos hasta la fecha límite de traspasos del 6 de febrero, tras abandonar un entrenamiento de tiro.

#### Golden State Warriors (2025-presente)
El 5 de febrero de 2025 es traspasado a los Golden State Warriors a cambio Andrew Wiggins, Dennis Schröder y Kyle Anderson. Además acuerda una extensión de contratto con los Warriors por dos temporadas y 121$ millones. El 10 de marzo ante Portland Trail Blazers registra su segundo triple-doble de la temporada (15-10-10), el primero como jugador de los Warriors.

### Selección nacional
Jimmy fue integrante del combinado absoluto estadounidense que se llevó el oro en los Juegos Olímpicos de Río 2016.

## Estadísticas de su carrera en la NBA
|  | Líder de la liga |

### Temporada regular
| Año      | Equipo       | PJ  | PT  | MPP  | %TC  | %3P  | %TL  | RPP | APP | ROB | TPP | PPP  |
| -------- | ------------ | --- | --- | ---- | ---- | ---- | ---- | --- | --- | --- | --- | ---- |
| 2011-12  | Chicago      | 42  | 0   | 8.5  | .405 | .182 | .768 | 1.3 | .3  | .3  | .1  | 2.6  |
| 2012-13  | Chicago      | 82  | 20  | 26.0 | .467 | .381 | .803 | 4.0 | 1.4 | 1.0 | .4  | 8.6  |
| 2013-14  | Chicago      | 67  | 67  | 38.7 | .397 | .283 | .769 | 4.9 | 2.6 | 1.9 | .5  | 13.1 |
| 2014-15  | Chicago      | 65  | 65  | 38.7 | .462 | .378 | .834 | 5.8 | 3.3 | 1.8 | .6  | 20.0 |
| 2015-16  | Chicago      | 67  | 67  | 38.2 | .454 | .312 | .832 | 5.3 | 4.8 | 1.7 | .7  | 20.9 |
| 2016-17  | Chicago      | 76  | 75  | 37.0 | .455 | .367 | .865 | 6.2 | 5.5 | 1.9 | .4  | 23.9 |
| 2017-18  | Minnesota    | 59  | 59  | 36.7 | .474 | .350 | .854 | 5.3 | 4.9 | 2.0 | .4  | 22.2 |
| 2018-19  | Minnesota    | 10  | 10  | 36.1 | .471 | .378 | .787 | 5.2 | 4.3 | 2.4 | 1.0 | 21.3 |
| 2018-19  | Philadelphia | 55  | 55  | 33.2 | .461 | .338 | .868 | 5.3 | 4.0 | 1.8 | .5  | 18.2 |
| 2019-20  | Miami        | 58  | 58  | 33.8 | .455 | .244 | .834 | 6.7 | 6.0 | 1.8 | .6  | 19.9 |
| 2020-21  | Miami        | 52  | 52  | 33.6 | .497 | .245 | .863 | 6.9 | 7.1 | 2.1 | .3  | 21.5 |
| 2021-22  | Miami        | 57  | 57  | 33.9 | .480 | .233 | .870 | 5.9 | 5.5 | 1.6 | .5  | 21.4 |
| 2022-23  | Miami        | 64  | 64  | 33.4 | .539 | .350 | .850 | 5.9 | 5.3 | 1.8 | .3  | 22.9 |
| 2023-24  | Miami        | 60  | 60  | 34.0 | .499 | .414 | .858 | 5.3 | 5.0 | 1.3 | .3  | 20.8 |
| 2024-25  | Miami        | 25  | 25  | 30.6 | .540 | .361 | .801 | 5.2 | 4.8 | 1.1 | .4  | 17.0 |
| 2024-25  | Golden State | 30  | 30  | 32.7 | .476 | .279 | .870 | 5.5 | 5.9 | 1.7 | .3  | 17.9 |
| Total    | Total        | 869 | 764 | 33.1 | .472 | .328 | .843 | 5.3 | 4.3 | 1.6 | .4  | 18.3 |
| All-Star | All-Star     | 4   | 1   | 12.7 | .750 | .000 | —    | 1.8 | 1.5 | 1.8 | .0  | 4.5  |

### Playoffs
| Año   | Equipo       | PJ  | PT  | MPP  | %TC  | %3P  | %TL  | RPP | APP | ROB | TPP | PPP  |
| ----- | ------------ | --- | --- | ---- | ---- | ---- | ---- | --- | --- | --- | --- | ---- |
| 2012  | Chicago      | 3   | 0   | 1.3  | .000 | .000 | .000 | .0  | .0  | .0  | .0  | .0   |
| 2013  | Chicago      | 12  | 12  | 40.8 | .435 | .405 | .818 | 5.2 | 2.7 | 1.3 | .5  | 13.3 |
| 2014  | Chicago      | 5   | 5   | 43.6 | .386 | .300 | .783 | 5.2 | 2.2 | 1.4 | .0  | 13.6 |
| 2015  | Chicago      | 12  | 12  | 42.2 | .441 | .389 | .819 | 5.6 | 3.2 | 2.4 | .8  | 22.9 |
| 2017  | Chicago      | 6   | 6   | 39.8 | .426 | .261 | .809 | 7.3 | 4.3 | 1.7 | .8  | 22.7 |
| 2018  | Minnesota    | 5   | 5   | 34.0 | .444 | .471 | .833 | 6.0 | 4.0 | .8  | .2  | 15.8 |
| 2019  | Philadelphia | 12  | 12  | 35.1 | .451 | .267 | .875 | 6.1 | 5.2 | 1.4 | .6  | 19.4 |
| 2020  | Miami        | 21  | 21  | 38.4 | .488 | .349 | .859 | 6.5 | 6.0 | 2.0 | .7  | 22.2 |
| 2021  | Miami        | 4   | 4   | 38.5 | .297 | .267 | .727 | 7.5 | 7.0 | 1.3 | .3  | 14.5 |
| 2022  | Miami        | 17  | 17  | 37.0 | .506 | .338 | .841 | 7.4 | 4.6 | 2.1 | .6  | 27.4 |
| 2023  | Miami        | 22  | 22  | 39.7 | .468 | .359 | .806 | 6.5 | 5.9 | 1.8 | .6  | 26.9 |
| 2025  | Golden State | 11  | 11  | 36.1 | .447 | .306 | .800 | 6.6 | 5.2 | 1.3 | .3  | 19.2 |
| Total | Total        | 130 | 127 | 37.8 | .459 | .344 | .827 | 6.2 | 4.7 | 1.7 | .5  | 21.1 |

## Vida personal
Nació en Houston, y su padre abandonó a la familia cuando Jimmy era apenas un bebé. Luego, con 13 años y viviendo en el suburbio de Tomball (Texas), su madre le echó de casa. Según recordaba Butler en una entrevista de 2011, ella le dijo:

"I don't like the look of you. You gotta go."
"No me gusta tu aspecto. Tienes que irte."

Entonces tuvo que irse y mudarse continuamente a casa de diferentes amigos. A pesar de todo, Butler mantiene una estrecha relación con sus padres.
Durante su año sénior de instituto se hizo amigo de Jordan Leslie, y comenzó a quedarse en su casa. Aunque la madre y el padrastro de su amigo, que tenían otros seis hijos entre los dos, se mostraron reacios al principio, lo acogieron a los pocos meses. Jimmy habló así sobre su familia de acogida:

"They accepted me into their family. And it wasn't because of basketball. She [Michelle Lambert, Leslie's mother] was just very loving. She just did stuff like that. I couldn't believe it."
"Me aceptaron en su familia. Y no fue por el baloncesto. Ella [Michelle Lambert, la madre de Jordan] era muy cariñosa. Simplemente hacía cosas así. No me lo podía creer."

Jimmy y su novia, la modelo e influencer polaco-estadounidense Kaitlin Nowak, tienen una hija, Rylee, nacida en octubre de 2019.
Butler ha reconocido en varias ocasiones ser cristiano.
Durante la "burbuja de Orlando" y los Playoffs de 2020, Butler abrió su propia cafetería, que regentaba desde la habitación del hotel con su cafetera de prensa francesa, cobrando 20 dólares por taza. Un año más tarde, lanzó oficialmente su marca de café y planeó dedicarse al negocio del tostado de café tras su jubilación.

## Logros y reconocimientos
Medalla de Oro Río de Janeiro 2016
- 4 veces 3.er Mejor quinteto de la NBA (2017, 2018, 2020, 2021)
- 1 vez 2.º Mejor quinteto de la NBA (2023)
- 5 veces 2.º Mejor quinteto defensivo de la NBA (2014, 2015, 2016, 2018, 2021)
- 6 veces All-Star de la NBA (2015, 2016, 2017, 2018, 2020, 2022)
- Jugador Más Mejorado de la NBA (2015)
- Líder de la temporada NBA 2020-21 en robos de balón: 2,08
- MVP de las Finales de la Conferencia Este (2023)